# Gephyrocharax caucanus
Gephyrocharax caucanus är en fiskart som beskrevs av Eigenmann 1912. Gephyrocharax caucanus ingår i släktet Gephyrocharax och familjen Characidae. Inga underarter finns listade i Catalogue of Life.